# Amthof (Oberderdingen)

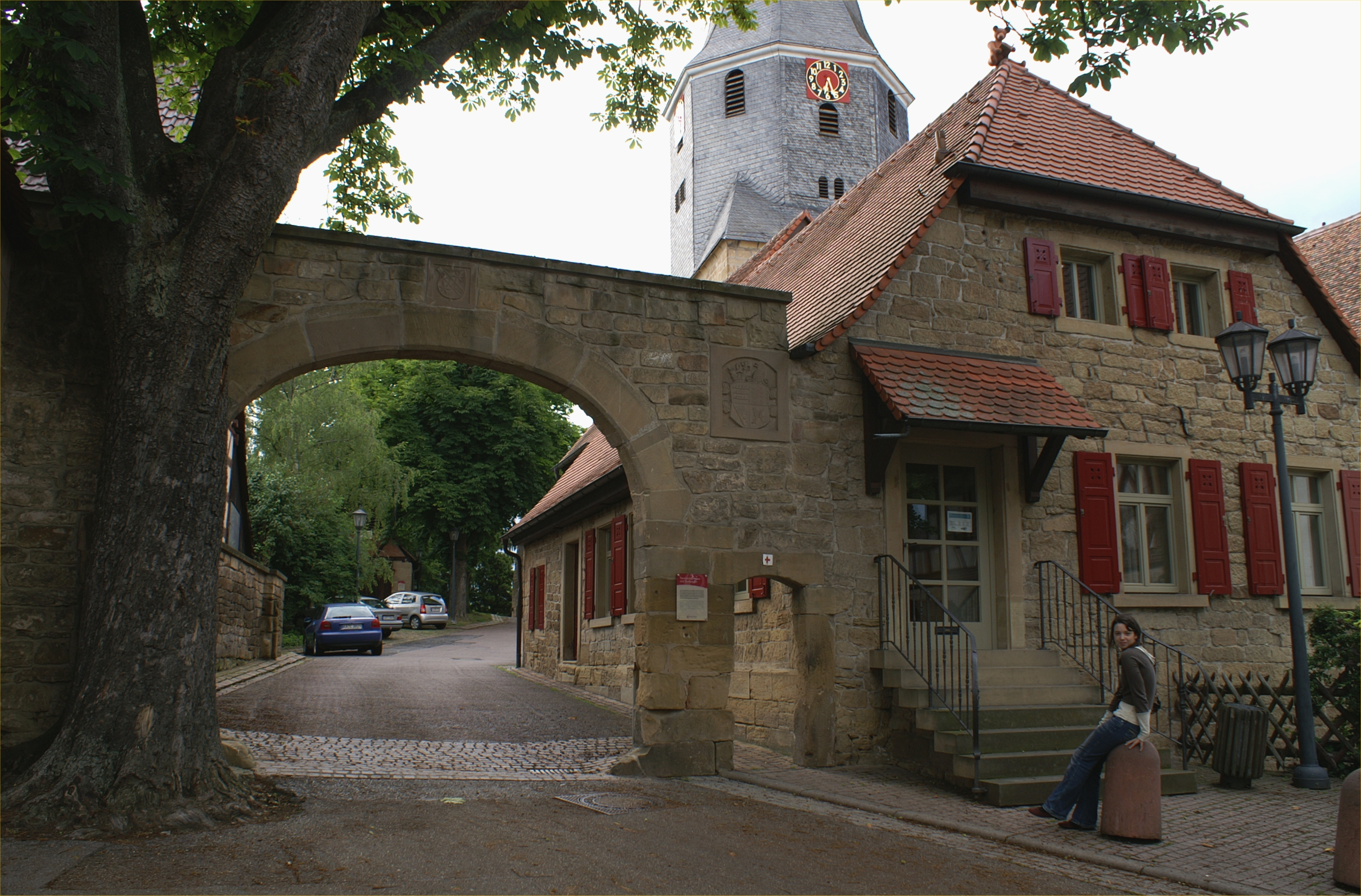
Torwächterhaus des Amthofs in Oberderdingen

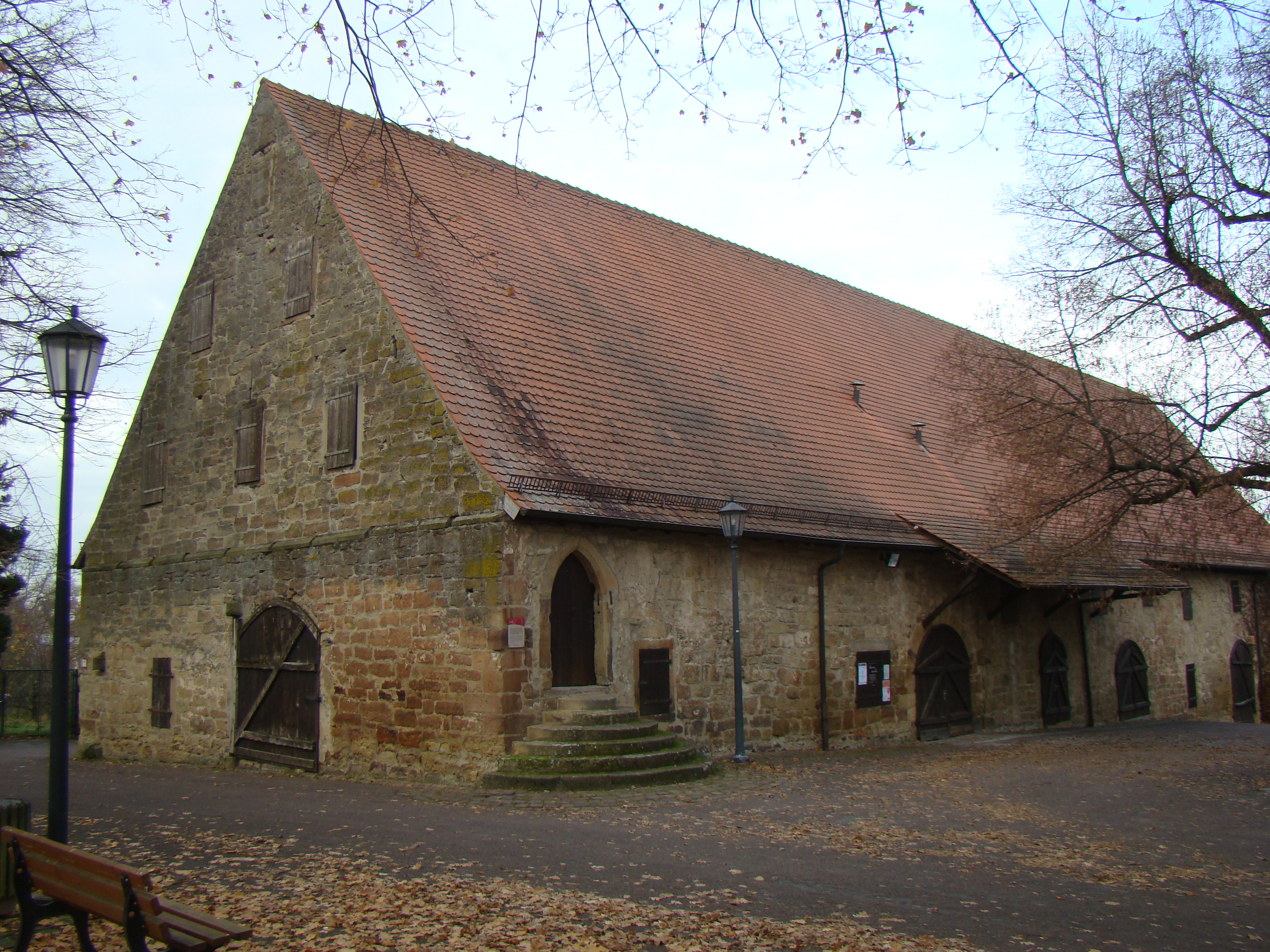
Kelter im Amthof

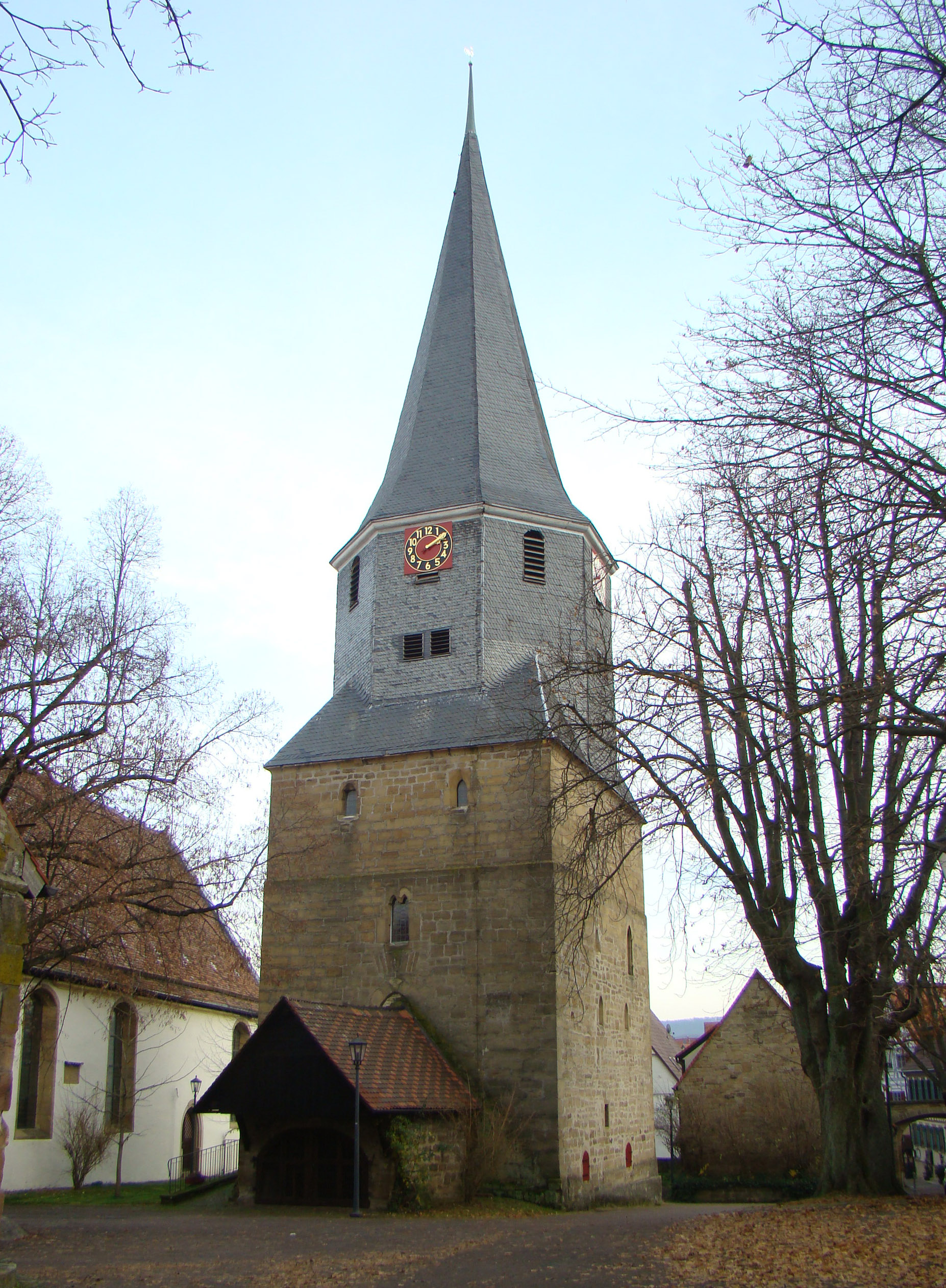
Glockenturm

Der Amthof in Oberderdingen, einer Stadt  im Landkreis Karlsruhe (Baden-Württemberg), wurde im frühen 14. Jahrhundert als befestigter Pfleghof des Klosters Herrenalb errichtet. Die Anlage umfasst neben dem eigentlichen Verwaltungsgebäude auch die Laurentiuskirche und große Wirtschaftsgebäude wie die Große Kelter. Von den ursprünglich vier Türmen des Amthofs in Oberderdingen ist der Hexenturm erhalten. Der Amthof wurde 2002 als „Kulturdenkmal von besonderer Bedeutung“ ins Denkmalbuch eingetragen. Die Umfassungsmauer wurde mit Unterstützung der Deutschen Stiftung Denkmalschutz saniert.

## Bauwerke
- Die Laurentiuskirche wurde unter Herzog Ludwig von Württemberg von 1571 bis 1574 errichtet und war in Württemberg nach der Schlosskirche im Stuttgarter Alten Schloss die erste schlichte Predigtkirche in der Bauform der Querkirche[3] ohne Chorraum und mit Emporen- und Gestühl-Ausrichtung auf die Kanzel an einer Längswand. Der freistehende Glockenturm geht auf den 1306/07 errichteten Kornkasten des Pfleghofs zurück und erhielt nach dem Bau der Kirche eine Turmhaube, die 1717 in heutiger Form erneuert wurde.
- Das Amtsgebäude geht im Kern auf das Jahr 1391 zurück. Es war nach der Aufhebung des Klosters 1534 Sitz eines Amtmanns und ist seit 1808 evangelisches Pfarrhaus.
- Die Große Kelter ist nachgewiesen seit 1500 und wurde nach Brand 1693 in ihrer heutigen Gestalt errichtet. Die Zehntscheune stammt von 1592 und wurde 1985 zum Rathaus umgebaut.
- Der Hexenturm ist einer der ursprünglich vier Befestigungstürme des Pfleghofs. Zeitweilig befand sich der Ortsarrest in dem Turm, heute wird darin eine Ausstellung zur Geschichte des Amthofs gezeigt.
- Zu den weiteren Baulichkeiten im Amthof zählen die Abtskapelle, das Bandhaus, das Torwächterhaus sowie eine Feuerwehrremise aus dem 18. Jahrhundert und die historische Ummauerung.